# Zumbido

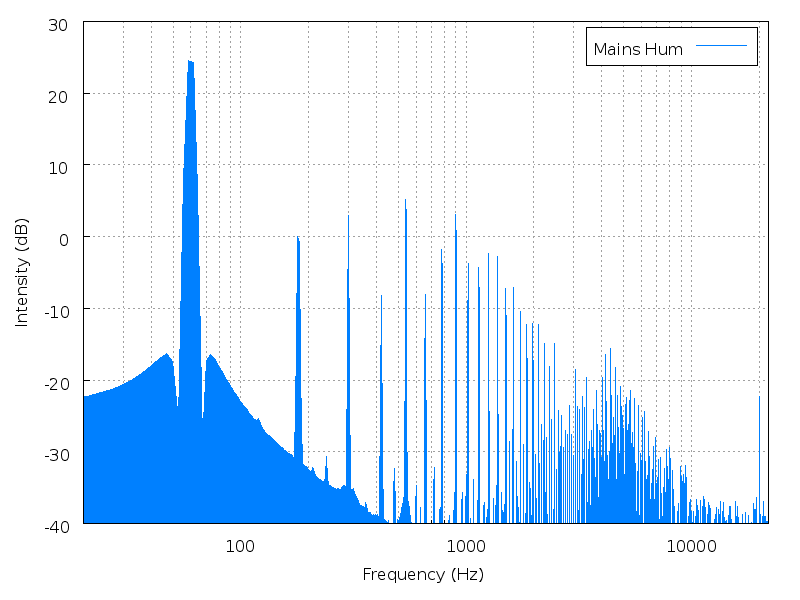
El espectro de un ejemplo de zumbido doméstico a 60 Hz

El zumbido eléctrico, o zumbido de líneas eléctricas es un tipo de sonido asociado con la corriente alterna a la frecuencia de utilidad de la electricidad doméstica. La frecuencia fundamental de este sonido es usualmente 50 o 60 Hz, dependiendo de la frecuencia de la línea eléctrica.
El sonido suele tener un contenido armónico de 100 Hz (cuando la frecuencia fundamental es de 50 Hz) o 120 Hz (cuando la frecuencia fundamental es de 60 Hz).

## Causas del zumbido eléctrico
El zumbido eléctrico alrededor de transformadores es causado por campos magnéticos dispersos, que causando una vibración de la carcasa y los accesorios.
La segunda fuente de vibración es la magnetostricción, donde el núcleo de hierro cambia su forma minuciosamente cuando está expuesto a campos magnéticos. La intensidad de los campos, y la intensidad del «zumbido», son funciones de la tensión aplicada. Ya que la intensidad del campo magnético es más el doble de fuerte que cada ciclo eléctrico, el zumbido de la frecuencia fundamental será dos veces el de la frecuencia eléctrica. Los armónicos adicionales arriba de 100 Hz o 120 Hz serán causados por un comportamiento no lineal de los materiales comunes magnéticos.
Alrededor de una línea de alta tensión, el zumbido puede ser producido por el efecto corona.
En el mundo del reforzamiento del sonido (como en la PA [public address: ‘megafonía’) y altavoces), el zumbido eléctrico es causado usualmente por inducción. Este zumbido es generado por corrientes eléctricas oscilantes inducidas en circuitería de audio sensitivo (de alta ganancia o de alta impedancia) por campos electromagnéticos emanados por dispositivos domésticos cercanos como transformadores de voltaje. El aspecto audible de este tipo de zumbido eléctrico es producido por amplificadores y altavoces.
La otra fuente importante de zumbido en equipos de audio son impedancias compartidas; cuando una corriente pesada fluye a través de un conductor (un polo a tierra) al que un dispositivo de pequeña señal también está conectado. Todos los conductores tendrán una finita, si pequeña, resistencia, y la presencia de la resistencia pequeña significa que los dispositivos usando diferentes puntos en el conductor como una referencia a tierra estarán ligeramente a diferentes potenciales. Este zumbido está usualemente en el segundo armónico de la frecuencia de la línea eléctrica (100 Hz or 120 Hz), ya que las corrientes pesadas de tierra son de convertidores AC a DC que rectifican la onda doméstica. Ver también bucle de masa.
En equipos de tubos al vacío, una potencial fuente de zumbido es la fuga de corriente entre los calentadores y cátodos de los tubos. Otra fuente es la emisión directa de electrones del calentador, o los campos magnéticos producidos por el calentador. Equipos para aplicaciones críticas pueden tener el circuito calentador alimentado por corriente directa para prevenir esta fuente de zumbido.

## Prevenir el zumbido eléctrico
Es común que el caso de un zumbido eléctrico en una reunión sea recogido vía bucle de masa. En esta situación, un amplificador y un disco de mezcla están típicamente a determinada distancia uno del otro. El chasis de cada elemento está a tierra por el conector de tierra doméstico, y también están conectados a diferentes sendas por el conductor de un cable blindado. Dado que estas sendas no van una al lado de la otra, se forma un circuito eléctrico de forma de ciclo. La misma situación ocurre entre amplificadores de instrumentos musicales en el escenario y el tablero de mezcla. Para arreglar esto, el equipo del escenario siempre tienen un switch de «aislamiento de masa» el cual rompe el ciclo. Otra solución es conectar la fuente y el destino a través de un transformador de aislamiento 1:1, llamado diversamente humbucker o bobina de aislamiento. Otra opción extremadamente peligrosa es romper contacto con el cable a tierra usando un conector de tierra fantasma en el tablero de mezcla. Dependiendo del diseño y disposición del equipo de audio, se puede generar un voltaje letal entre la tierra (ahora aislada) en el tablero de mezcla y la tierra. Cualquier contacto entre las terminales vivas de la línea AC y la carcasa del equipo energizará todo el blindaje del cable y equipos interconectados.

### Sostener el zumbido
El humbucking es una técnica en la cual se introduce una pequeña cantidad de señal de frecuencia de línea para cancelar el zumbido introducido, o de otra manera cancelar eléctricamente el efecto de zumbido inducido por la frecuencia de utilidad.
Sostener el zumbido es un proceso en el cual el zumbido que está causando algunos artefactos, generalmente en sistemas de audio o video, es reducido. En un humbucker de guitarra el\'ectrica o un micrófono, dos bobinas son usadas en vez de una; estas se disponen en polaridad opuesta de tal manera que el zumbido AC inducido en las dos bobinas se cancelaría, mientras se sigue dando la señal del movimiento de las cuerdas de la guitarra o del diafragma.
En ciertos receptores de tubos al vacío, un devanado en la bobina de campo del altavoz dinámico se conecta en serie con la fuente de energía para cancelar cualquier zumbido residual.
Algunas otras aplicaciones comunes de este proceso son:
- Sostener zumbido en bobinas o transformadores en sistemas de video.
- Sistemas telefónicos (y otro tipo de audio) y cableado de comunicación entre computadoras.

## Tono
Asumiendo una escala templada con la nota la=440 Hz, un tono de 60 Hz es casi exactamente a la mitad entre la♯ (58.24 Hz) y si (61.68 Hz) dos octavas a la izquierda del do central del piano, y un tono de 50 Hz está entre el sol (49.04 Hz) y el sol♯ (51.93 Hz) dos octavas a la izquierda del do central del piano, pero ligeramente más plano que el cuarto de tono. Estas notas caen dentro del rango de un bajo eléctrico de cuatro cuerdas.
|                                          | Zumbido de 50 Hz 5 segundos de zumbido doméstico de 50 Hz |
| ¿Problemas al reproducir este archivo?   |                                                           |
| Zumbido de 50 Hz                         |                                                           |
|                                          |                                                           |
| 5 segundos de zumbido doméstico de 50 Hz |                                                           |

| Zumbido de 50 Hz                         |
|                                          |
| 5 segundos de zumbido doméstico de 50 Hz |

|                                          | Zumbido de 60 Hz 5 segundos de zumbido doméstico de 60 Hz |
| ¿Problemas al reproducir este archivo?   |                                                           |
| Zumbido de 60 Hz                         |                                                           |
|                                          |                                                           |
| 5 segundos de zumbido doméstico de 60 Hz |                                                           |

| Zumbido de 60 Hz                         |
|                                          |
| 5 segundos de zumbido doméstico de 60 Hz |

## En música
En los instrumentos musicales, el zumbido es tratado usualmente como una incomodidad, y se hacen varias modificaciones eléctricas para eliminarlo. De hecho, ciertas pastillas en las guitarras eléctricas son diseñadas para reducir el zumbido.
Algunas veces es usado de manera creativa, por ejemplo en géneros como dub y Clicks and Cuts.

## En sistemas de audio
El zumbido en líneas de energía puede ser aliviado usando un filtro elimina banda.

## En medicina forense
El análisis de frecuencia de red eléctrica (electrical network frequency [ENF] analysis) es una técnica de la ciencia forense para validar grabaciones de audio comparando cambios en la frecuencia de los zumbidos de fondo en la grabación, con alta precisión, con una base de datos de registros históricos de largo tiempo de grabaciones de frecuencias de utilidad. En efecto, el zumbido es tratado como una marca de agua digital dependiente del tiempo que puede ser usada para saber cuándo fue creada la grabación, y para ayudar a detectar cualquier tipo de edición en la grabación.